# Przysietnica (województwo małopolskie)
Przysietnica – wieś w Polsce, położona w województwie małopolskim, w powiecie nowosądeckim, w gminie Stary Sącz.
W latach 1975–1998 miejscowość położona była w województwie nowosądeckim.
Wieś leży w dolinie Przysietnickiego Potoku (lewobrzeżnego dopływu Popradu), na południowy zachód od Barcic Górnych. Graniczy z Barcicami Górnymi, gminą Rytro (Roztoka Ryterska), Gaboniem i Moszczenicą Wyżną.
Wieś znajduje się na wys. od 360 m n.p.m. (dolina Przysietnickiego Potoku) do 1191,3 m n.p.m. (Złomnisty Wierch).

## Integralne części wsi
| przysiółek | Strzębiałki |
| części wsi | Cerchla, Chmurówka, Jurczaki, Na Łąkach, Na Michałówce, Niżny Koniec, Pieniężne, Podoliska, Pod Wierchami, Polanka, Potyle, Sapieniec, Skrajnia, Twarożka, U Garwoli, U Górali, U Sarnów, U Stawiarskich, Wygony, Wyżny Koniec, Zadki, Zagroda, Okrajki |

## Historia
Wymieniona w dokumencie księżnej Kingi (Kunegundy) z 1280 wieś Presecznica utożsamiana jest z obecną Przysietnicą.
Obecna nazwa wsi ustaliła się dopiero w XVIII w. Nazwa wsi ma pochodzić od przesieków leśnych, ewentualnie od głębokiej doliny, która przecina góry.
Wieś od 1280 r. należała do klasztoru klarysek w Starym Sączu. W bliżej nieznanych okolicznościach w XIV w. stała się wsią królewską, wchodzącą w skład starostwa barcickiego. Podobnie jak całe to starostwo od 1770 r. stała się częścią monarchii Habsburgów. Od 1785 była częścią austriackich dóbr państwowych zwanych Kamerą (K. und k. Cameral-Amt) z siedzibą w Starym Sączu. W autonomicznej Galicji stanowiła gminę jednowioskową z obszarem dworskim. Po reformie administracyjnej w 1933 r. stała się gromadą gminy zbiorowej Stary Sącz. W latach 1954–1960 stanowiła samodzielną Gromadzką Radę Narodową.
W 1961 połączono ją z GRN w Barcicach. Od 1973 r. jest sołectwem gminy Stary Sącz.
W 1981 we wsi erygowano parafię rzymskokatolicką pw. św. Jana Chrzciciela należącą do dekanatu Stary Sącz. Poprzednio mieszkańcy należeli do parafii w Barcicach.
Wieś nie posiada herbu. W czasach autonomii galicyjskiej gmina posługiwała się pieczęcią przedstawiającą postać św. Klary.

## Ochotnicza Straż Pożarna
Wieś posiada Ochotniczą Straż Pożarną, założoną w 1936. Jednostka włączona w struktury Krajowego Systemu Ratowniczo - Gaśniczego. Posiada na wyposażeniu: Man 12.232 GBA 2,5/16, Nissan Pathfinder SLRr oraz Quad Polaris Sportsman 850.